# Shaoshan
Shaoshan (chiń. 韶山; pinyin Sháoshān) – miasto na prawach powiatu w Chinach, w prowincji Hunan, w prefekturze miejskiej Xiangtan. W 1999 roku liczba mieszkańców miasta wynosiła 101 029.
W Shaoshan urodził się Mao Zedong, twórca Chińskiej Republiki Ludowej. Miejscowość jest z tego powodu jednym z najważniejszych miejsc związanych z kultem Przewodniczącego, w jego rodzinnym domu mieści się muzeum, a okolica stanowi atrakcję turystyczną.

## Współpraca
- Widnoje, Rosja